# Катастрофа E-190 в Бвабвате
Катастрофа E-190 в Бвабвате — авиационная катастрофа, произошедшая 29 ноября 2013 года. Авиалайнер Embraer ERJ 190-100IGW авиакомпании LAM Mozambique Airlines совершал плановый регулярный рейс TM470 по маршруту Мапуту—Луанда, но через 1 час и 50 минут после взлёта рухнул на землю и полностью разрушился. Обломки самолёта были обнаружены на следующий день (30 ноября) в национальном парке Бвабвата (англ. Bwabwata National Park). Погибли все находившиеся на его борту 33 человека — 27 пассажиров и 6 членов экипажа.
Официальной причиной катастрофы признано самоубийство пилота.

## Самолёт
Embraer ERJ 190-100IGW (регистрационный номер C9-EMC, серийный 581) был выпущен в октябре 2012 года (первый полёт совершил под тестовым б/н PT-TGP). 1 ноября того же года был передан авиакомпании LAM Mozambique Airlines, в которой получил имя Chaimite. Оснащён двумя турбовентиляторными двигателями General Electric CF34-10E5. На день катастрофы совершил 1877 циклов «взлёт-посадка» и налетал 2905 часов.

## Экипаж и пассажиры
Состав экипажа рейса TM470 был таким:
- Командир воздушного судна (КВС) — 49-летний Эрминьо душ Сантуш Фернандеш (порт. Herminio dos Santos Fernandes). Налетал 9052 часа, 2519 из них на Embraer ERJ-190.
- Второй пилот — 24-летний Грацио Грегорио Чимукиле (порт. Grácio Gregório Chimuquile). Налетал 1183 часа, 101 из них на Embraer ERJ-190.

В салоне самолёта работали трое бортпроводников:
- Гимарайнш Мулунго (порт. Guimarães Mulungo),
- Хейдир Абубакар (порт. Heidir Abubacar),
- Ванда Мур (порт. Vanda Moore).

Также в состав экипажа входил авиатехник.
| Гражданство | Пассажиры | Экипаж | Всего |
| ----------- | --------- | ------ | ----- |
| Мозамбик    | 10        | 6      | 16    |
| Ангола      | 9         | 0      | 9     |
| Португалия  | 5         | 0      | 5     |
| Франция     | 1         | 0      | 1     |
| Бразилия    | 1         | 0      | 1     |
| Китай       | 1         | 0      | 1     |
| Всего       | 27        | 6      | 33    |

## Хронология событий
Рейс TM470 вылетел из Мапуту в 11:26 CAT (09:26 UTC) и взял курс на Луанду; его выполнял Embraer ERJ 190-100IGW борт C9-EMC, на его борту находились 27 пассажиров и 6 членов экипажа. Примерно в 11:09 UTC, когда лайнер находился над северной частью Намибии, радиосвязь с экипажем неожиданно прервалась, затем лайнер начал медленное снижение и через 7 минут метка рейса 470 исчезла с экранов радиолокаторов. В расчётное время (15:10 CAT, 13:10 UTC) лайнер не приземлился в Луанде, ни с одного аэропорта по маршруту следования рейса 470 никаких сообщений о незапланированной посадке самолётов не поступало.
После 14:00 авиакомпания LAM Mozambique Airlines распространила пресс-релиз с заявлением, что она располагает информацией о том, что рейс TM470 приземлился в Рунду (Намибия). Авиакомпания и авиационные власти Мозамбика пытались связаться с аэропортовыми службами, чтобы подтвердить или опровергнуть эту информацию. Вечером того же дня LAM Mozambique Airlines сообщила, что не располагает данными о местонахождении самолёта.
Власти Намибии организовали поиск исчезнувшего лайнера (по их данным, самолёт разбился примерно в 200 километрах от Рунду, в национальном парке Бвабвата, где множество болот и джунглей).
Правительство Мозамбика в свою очередь сообщило, что рейс 470 разбился в приграничном районе между Намибией и Ботсваной, поэтому поиски были организованы в обеих странах, однако вскоре были осложнены плохими погодными условиями и наступившей темнотой. На следующий день поисков, 30 ноября, обломки рейса TM470 были обнаружены на территории национального парка Бвабвата, все 33 человека на его борту погибли (изначально СМИ сообщали о 34 погибших).

## Расследование
Расследование причин катастрофы рейса TM470 проводила комиссия Управления расследований авиационных происшествий Намибии (англ. The Directorate of Aircraft Accident Investigations Namibia, DAAI).
По обнародованному сообщению руководителя комиссии, погодные условия в день катастрофы были хорошими, рейс 470 следовал по маршруту на крейсерском эшелоне FL380 (11 600 метров), но потом начал снижаться со скоростью более 30 м/сек и оставался на экранах радаров до высоты 180 метров. Местоположение обломков свидетельствовало о том, что лайнер после удара о землю проскользил по ней несколько сотен метров, полностью разрушился и сгорел. Были найдены оба бортовых самописца (речевой был найден 30 ноября, параметрический — 3 декабря), они были отправлены в NTSB для расшифровки.
21 декабря 2013 года Управление гражданской авиации Мозамбика провело пресс-конференцию, на которой было объявлено, что в результате анализа данных, полученных с бортовых самописцев, было установлено, что в кабине экипажа рейса TM470 во время снижения и столкновения с землёй находился только командир экипажа, а дверь в кабину была заперта.
Окончательный отчёт расследования был опубликован 30 марта 2016 года.
Согласно отчёту, после того, как второй пилот рейса TM470 покинул кабину экипажа (вышел в туалет), КВС закрыл дверь кабины, затем вручную изменил настройки автопилота (настроив его на снижение самолёта с вертикальной скоростью 30 м/сек; настройки были изменены 3 раза) и перевёл рычаги управления двигателями в положение «малый газ» (на записи речевого самописца были слышны звуки и щелчки, характерные для работы человека, знакомого с работой систем самолёта). Согласно записи речевого самописца, вплоть до столкновения с землёй КВС не предпринимал никаких действий в ответ на многочисленные предупреждения и сигналы тревоги, а на заднем плане слышны стучание в дверь кабины экипажа и крики второго пилота.
Впоследствии полиция Мозамбика установила, что командир рейса 470 Эрминьо душ Сантуш Фернандеш перенёс несколько душевных потрясений — его бракоразводный процесс длился более 10 лет, его сын в ноябре 2012 года погиб в автокатастрофе, похожей на самоубийство (при этом командир не присутствовал на его похоронах), а его дочь лежала в больнице после операции на сердце.

## Культурные аспекты
Катастрофа рейса 470 LAM Mozambique Airlines показана в 20 сезоне канадского документального телесериала Расследования авиакатастроф в серии Убийца в кабине. При этом на момент съёмок серии имя второго пилота рейса 470 было неизвестно и в серии он упоминается просто как второй пилот.